# Melwood
Melwood, Liverpool West Derby kerületében, az otthona a Liverpool FC edzőközpontjának. Nem kapcsolódik az Akadémiához, ami Kirkby-ben van.

## Története
A hely az ötvenes évek óta számít a Liverpool otthonának, korábban a St. Francis Xavier nevű római katolikus iskola tulajdona volt. Archiválva 2016. március 3-i dátummal a Wayback Machine-ben A területen az iskola játéktere volt, Melling atya és Woodlock atya órákat töltött el itt, hogy az iskola fiú diákjait a futball alapjainak elsajátításában segítse. Emlékezésképp munkásságukra, a területet később a vezetéknevükből összeállított névvel illették, innen származik a Melwood megjelölés. 
Melwood igencsak lerobbant állapotban volt, mikor Bill Shankly a klubhoz került 1959-ben, a skót szakember első kérése az volt a vezetőség felé, hogy hozzák rendbe gyakorlóteret. Az eredetileg itt álló faépületet ekkor bontották el és építettek helyére újat, téglából. Shankly itt kezdte el az öt az öt elleni játékot játszatni, hogy a híres „pass and move” taktikára felkészítse a játékosait. A csapat tagjai reggel az Anfieldon találkoztak, itt is öltöztek át, majd az egyesület buszával mentek át Melwoodba. Az edzés után a busz visszavitte őket a stadionhoz, ahol lezuhanyoztak, átöltöztek, majd közösen megebédeltek. Shankly mindig odafigyelt, hogy az edzés elején jól bemelegítsenek a játékosok, a gyakorlás végeztével pedig megfelelő legyen a levezetés is, így megóvta fiait a sérülésektől. Ennek a szemléletnek köszönhető, hogy az 1965-66-os szezonban a Liverpool úgy lett bajnok, hogy mindössze 14 játékost vetett be a bajnoki küzdelmek során, ketten közülük pedig mindössze egy maroknyi alkalommal lépett pályára.
Az egyesület végül az 1999-2000-es szezon során döntött úgy, hogy ismét jelentős beruházásokat végeznek Melwoodban. A munkálatok 2001 januárjában kezdődtek meg a Millennium Pavilonon. A döntés értelmében a régi épületeket elbontották és olyan újakat emeltek a helyükre, amelyek már megfelelnek a 21. század követelményeinek.

## Létesítményei

### Sajtó és konferenciaterem
A menedzser itt tartja a meccsek előtti sajtótájékoztatót. Az ellenféltől függően akár 10 TV társaság stábja is helyet foglalhat a teremben. A televízió után a rádió munkatársai következnek, végül az írott sajtó kérdéseire válaszol King Kenny Dalglish.
A teremben tartják általában a klub ünnepségeit, valamint a vezetőség és a játékosok megbeszéléseit is.

### Öltözők
Kényelmes, tágas öltözőszobát alakítottak ki az új épületben, mindenkinek saját szekrénye és köntöse van, amit a fürdőbe vagy az úszómedencéhez vihet magával.

### Relaxációs létesítmények
Az új Melwood építésénél alapvető szempont volt, hogy biztosítsák a játékosoknak azt a környezetet, amiben a munkájukat élvezettel végezhetik. Hogy a játékosok ne türelmetlenkedve távozzanak egyből az edzés végeztével, jakuzzi várja őket, ahol időről időre kipihenhetik a tréning fáradalmait, de a rehabilitációs medencében is felfrissülhetnek.

### Orvosi szoba
A magasan képzett orvosi stáb veszi kezelésbe az esetlegesen sérült játékosokat, igyekeznek mindig fitten tartani a csapat tagjait. A legmodernebb orvosi eszközök között saját röntgengép is van, így az edzésen adódó sérüléseket rögtön, helyben ki tudja vizsgálni a csapatorvos, sőt, egyből meg tudja állapítani, hogy előzetesen mennyi időt kell kihagynia a játékosnak. A röntgengép mozgatható, így az idegenbeli mérkőzésekre is el lehet vinni.

### Fedett műfüves pálya
Szélsőséges időjárási körülmények között a fedett, műfüves borítású pályán tud gyakorolni a csapat, valamint hasznos, ha az ellenfél pályája is ilyen borítású, így egyből a speciális körülményekre lehet készülni.

### Edzőpályák
Melwoodban saját stáb felügyel azért, hogy mindig kifogástalan állapotúak legyenek az edzőpályák. A sok éves tapasztalattal rendelkező szakembereknek köszönhetően minden évben egyre jobb és jobb minőségű lesz a gyepszőnyeg, ma már az ország egyik legjobb talajú edzőközpontja van itt. A füvet minden nap vágják és öntözik, így az állapotára sosem lehet panasz. A pályák mindegyike meg van világítva, hogy az esti órákban is lehessen edzést tartani.

### Edzőterem
Az új Melwood edzőterme ötször akkora, mint a régi volt, ennek megfelelően egyre többször vesznek részt a játékosok az edzések előtt vagy után különmunkán, szabadon használhatják a szobabiciklit, a futógépet, vagy a súlyzókat. Külön hypoxi kamra áll a sérült játékosok rendelkezésére, ez segíti a gyorsabb felépülésüket. 20 percig dolgozhatnak itt a gépeken, és mivel a kamrában ritkább a levegő, ezért olyan, mintha 40 perces munkát végeztek volna.

### Rekreációs létesítmények
A klub igyekszik kikapcsolódási lehetőséget biztosítani Melwoodban a játékosoknak, mivel sok a külföldi játékos, ezért a csapategység kialakítása miatt is hasznos, hogy a csapattagok minél több időt töltsenek együtt. Szabadon használhatják az asztalitenisz- és biliárdasztalokat is többek között.

### Étkező
Az állandó konyhai személyzet felelős a játékosok helyes étkeztetéséért, a tészta mindennapos eledel, de bőségesen van zöldség, leves, joghurt és gyümölcs is a kínálatban. Az előszobában kényelmes fotelek és szélesvásznú plazmatévé van.

### Stábszoba
A legendás „Boot Room”-ot egy minden igényt kielégítő terem váltotta fel, ahol a menedzser és az edzők megtárgyalhatják a taktikát és az összeállítást, valamint az elvégzendő feladatokat.

## Jelenleg
A játékosok ma már saját autóikkal érkeznek az edzés színhelyére, reggel legkésőbb 9:30 percre kell mindenkinek befutnia, a délelőtti tréning tíz órától délig tart, majd este következik egy újabb felvonás.
A szurkolók számára Melwood a legideálisabb hely, hogy autogramot szerezzenek kedvenceiktől, de akár közös fotót is készíthetnek, szigorúan a komplexum területén kívül, a bejáratnál.

## Megközelíthetőség
- Címe: Liverpool FC Training Ground, Melwood Drive, West Derby, Liverpool L12 8SV
- Közlekedés: A városközpontból az egész nap közlekedő 12-es és 13-as buszokkal lehet eljutni ide, közvetlenül a bejáratnál van buszmegálló.